# Цицикар Саньцзяцзы (аэропорт)
Аэропорт Цицикар Саньцзяцзы (ИАТА: NDG, ИКАО: ZYQQ) — аэропорт совместного базирования, обслуживающий авиаперевозки городского округа Цицикар (провинция Хэйлунцзян, КНР).

## История
В период Советско-японской войны аэродром использовался в военных целях. После войны с июня 1951 года по ноябрь 1951 года на аэродроме базировалась 297-я истребительная авиационная дивизия составом 401-го истребительного авиационного полка ПВО на самолётах Ла-9 и 304-го истребительного авиационного полка на самолётах Ла-7. В ноябре 1951 года дивизия перебазировалась в Московский военный округ ПВО на аэродром Смоленск-Северный.